# Гимаев, Рагиб Насретдинович
Рагиб Насретдинович Гима́ев (баш. Рәғиб Насретдин улы Ғимаев; 1 января 1935, д. Ибраево, Кигинский район, Башкирская АССР, РСФСР, СССР — 29 января 2016, Уфа, Башкортостан, Россия) — советский и российский учёный, доктор технических наук, профессор, Действительный член Академии наук Республики Башкортостан (1999), в 1981—1999 годах занимал пост ректора Башкирского государственного университета (ныне Уфимский университет науки и технологий).

## Биография
Родился 1 января 1935 года в деревне Ибраево Кигинского района Башкирской АССР. По национальности — башкир.
Окончил в 1958 году Уфимский нефтяной институт, до 1963 года работал на Ново-Уфимском нефтеперерабатывающем заводе, затем с 1976 года был заведующим кафедрой технологии нефти и газа, деканом технологического факультета Уфимского нефтяного института. С 1981 по 1999 годы — ректор, одновременно заведующий кафедрой аналитической химии и общей химической технологии Башкирского государственного университета (ныне Уфимский университет науки и технологий).
Избирался депутатом Государственной Думы третьего созыва от Бирского одномандатного избирательного округа № 3, был членом депутатской группы «Регионы России», депутатом Верховного Совета Башкирской АССР десятого и одиннадцатого созыва от Институтского избирательного округа № 52 Орджоникидзевского района Уфы и от Советского избирательного округа № 24, Кировского района Уфы соответственно.

## Научная деятельность
Рагиб Гимаев считается[кем?] специалистом с мировым именем в области химической переработки нефти и газа, создателем научной школы по получению углеродных материалов на основе нефтяного сырья. Его научные труды посвящены исследованию фазовых переходов в нефтяных дисперсных системах, жидкокристаллического состояния высокоароматизированных компонентов нефтепродуктов, теории термического крекинга нефтяных остатков, технологии получения новых материалов из нефтяного сырья — игольчатого кокса, нефтяных пеков, углеродистых волокон, сорбентов и других. Ученым обосновано применение акустических колебаний в физико-химических процессах нефтепереработки и нефтехимии, установлено формирование жидких кристаллов при термообработке нефтепродуктов. Технологии, предложенные ученым, использованы на ОАО «Сода», Уфимских НПЗ и ряде предприятий России и бывшего СССР.
Он является соавтором более 150 изобретений, 300 научных трудов и многих монографий, изданных в Москве, Уфе и Казани. Среди его учеников — десятки кандидатов и докторов технических наук.

### Книги
- Нефтяной кокс. — М.: Химия, 1992. — 75 с.
- Нефтяной игольчатый кокс. — Уфа, 1996. — 210 с.
- Гимаев Р. Н., Кондаков Д. И., Сюняев З. И. Современные методы утилизации серно-кислотных отходов нефтепереработки и нефтехимии. — М., ЦНИИТЭнефтехим. — 1973. — 98 с.
- Гимаев Р. Н., Амиров Я. С., Рахмангулов Х. Б. Использование вторичных ресурсов в строительстве и охране окружающей среды. — Башкнигоиздат. — Уфа, 1986. — 190 с.
- Гимаев Р. Н., Кузеев И. Р., Абызгильдин Ю. М. Нефтяной кокс. — М., Химия. — 1992. — 76 с.
- Хайрутдинов И. Р., Гимаев Р. Н. и др. Опыт производства и применения нефтяных пеков. — М.: ЦНИИТЭнефтехим, 1994.
- Технико-экономические аспекты промышленной экологии. Защита атмосферного воздуха. Уфимский государственный нефтяной технический университет. — Уфа, 1995. — 4.1 — 273 с. (Совм. с Я. С. Амировым и Н. Р. Сайфуллиным).
- Технико-экономические аспекты промышленной экологии. Защита водоемов. Уфимский государственный нефтяной технический университет. — Уфа, 1995. — 4.2 — 263 с. (Совм. с Я. С. Амировым и Н. Р. Сайфуллиным).
- Гимаев Р. Н., Шипков Н. Н. и др. Нефтяной игольчатый кокс (структура и свойства). Изд-во Башкирского государственного университета. — Уфа, 1996. — 210 с.
- Безопасность жизнедеятельности. Идентификация взаимодействия человека со средой обитания. Уфимский государственный нефтяной технический университет. — Уфа,1997. — Кн.1, ч.1. — 217 с. (Совм. с Я. С. Амировым и И. М. Уракаевым).
- Газовые методы повышения нефтеотдачи. Изд-во Башкирского государственного университета. — Уфа, 1999. — 271 с. (Совм. с Г. А. Халиковым, К. Ш. Ямалетдиновой).
- Технико-экономические аспекты промышленной экологии; частьV, обезвреживание отходящих газов. Изд-во «Гилем» -Уфа, 1999. — 440 с. (Совм. с Я. С. Амировым и Ф. Р. Исмагиловым).
- Акустическая технология в нефтехимической промышленности. Изд-во «дом печати», — Казань, 2001. — 152 с. (Совм. с Р. Ш. Муфазаловым, И. Г. Арслановым, Р. К. Зариповым).

## Звания и награды
- доктор технических наук (1977);
- Отличник нефтеперерабатывающей и нефтехимической промышленности СССР (1973);
- Лауреат премии Правительства Российской Федерации в области науки и техники (2003)[3];
- Заслуженный деятель науки и техники РСФСР[4];
- Почётный работник высшего образования России (1997);
- Медалями «За доблестный труд. В ознаменование 100-летия со дня рождения Владимира Ильича Ленина» (1970);
- серебряная медаль ВДНХ СССР (1979);
- медаль «Ветеран труда» (1985);
- Почётная грамота Республики Башкортостан (1994);
- Орден Дружбы народов.